# Sant Andreu de Pujol
Sant Andreu de Pujol o Sant Andreu del Baix Pallars era una església parroquial del poble de Pujol, a l'antic terme municipal de Peramea, i de l'actual de Baix Pallars.
Està situada en el sector nord-est del poble de Pujol i és inclosa a l'Inventari del Patrimoni Arquitectònic de Catalunya.
És una petita església d'una sola nau amb capçalera orientada i façana a ponent sobre la qual s'aixeca una espadanya amb dues obertures i petita coberta a dues aigües. La porta i un petit òcul es troben descentrats respecte a l'eix que marca l'espadanya. Diferents construccions s'adossen a l'església.
Pica beneitera de forma semiesfèrica, tallada en un bloc monolític de 38cm de diàmetre i 20cm d'alçada. Decora la part externa un fris en baix relleu molt poc marcat en el que hi ha gravats tres cercles que inscriuen rossetes de quatre pètals.